# Viktor Janukovyč
Viktor Fedorovyč Janukovyč (in ucraino Віктор Федорович Янукович?; in russo Виктор Фёдорович Янукович?, Viktor Fёdorovič Janukovič; Jenakijeve, 9 luglio 1950) è un ex politico ucraino naturalizzato russo, presidente dell'Ucraina dal 2010 al 2014.
Ha ricoperto la carica di primo ministro per tre volte: dal 2002 al 2004, dal 2004 al 2005 e dal 2006 al 2007. È stato anche il leader del Partito delle Regioni, che era uno dei principali partiti del paese.
Fu governatore della sua regione natale, l'oblast' di Donec'k, dal 1997 al 2002, e uno dei candidati alle elezioni presidenziali del 2004; sconfitto da Viktor Juščenko, è in seguito tornato a occupare la carica di primo ministro (dal 10 agosto 2006 al 18 settembre 2007). Nel 2010 ha vinto le elezioni presidenziali contro la sfidante Julija Tymošenko, rimanendo in carica fino alla destituzione disposta dal Parlamento nel 2014 in seguito alle manifestazioni di "Euromaidan".

## Biografia

### Gioventù e ideali
Viktor Janukovyč nacque nel villaggio di Žukovka, presso Jenakijeve, nell'oblast' di Donec'k, nella RSS Ucraina, in un quartiere operaio; il padre era un macchinista di etnia bielorussa, che proveniva da Januki, nel Voblasc' di Vicebsk. La madre era una bambinaia russa, e morì quando Janukovyč aveva appena due anni. Quando egli giunse all'adolescenza, perse anche il padre, e fu quindi allevato dalla nonna. Janukovyč si considera ucraino.
Per due volte, nel 1968 e nel 1970, Janukovyč fu imprigionato per rapina e per lesioni. Durante le elezioni presidenziali del 2004, annunciò la sua assoluzione del 1978.
Georgij Beregovoj, un cosmonauta sovietico di origine ucraina, è stato a lungo protettore di Janukovyč. Si diceva che Beregovoj, in quanto membro del soviet del Donbass, stesse proteggendo un giovane incarcerato ingiustamente e promuovendo la sua carriera futura.

### Istruzione e inizi in politica
Nel 1972 Janukovyč divenne elettricista in una compagnia di bus locali, e in seguito completò gli studi all'istituto tecnico. Nel 1980 si laureò per corrispondenza all'istituto Politecnico di Donec'k in ingegneria meccanica. Subito dopo la laurea, Janukovyč fu nominato manager capo di una società di trasporti di Jenakijeve, ed entrò nel Partito Comunista dell'Unione Sovietica.
Questa nomina segnò l'inizio di una carriera di posizioni manageriali nell'ambito dei trasporti regionali. La carriera politica di Janukovyč iniziò quando fu nominato vice-capo dell'amministrazione dell'oblast' di Donec'k nell'agosto 1996. Il 14 maggio 1997 fu nominato capo dell'amministrazione (cioè governatore). Tra il maggio 1999 e il maggio 2001 fu anche capo del Consiglio dell'oblast' di Donec'k.
Nel 2001 Janukovyč si laureò all'Accademia Ucraina di Commercio con un master in diritto internazionale. In seguito, gli fu assegnato il titolo di dottore in scienza e di professore.

### Primo ministro dal 2002 al 2004
Il presidente Leonid Kučma nominò Viktor Janukovyč primo ministro a seguito delle dimissioni di Anatolij Kinach. Janukovyč iniziò il suo mandato il 21 novembre 2002 con una fiducia da parte della Verchovna Rada (il Parlamento nazionale) di 234 voti. Con Janukovyč, il governo iniziò a prestare più attenzione alla riforma dell'industria del carbone.
In politica estera, il governo di Janukovyč fu considerato politicamente vicino alla Russia, anche se dichiarò il sostegno per l'accesso dell'Ucraina nell'Unione europea. Nonostante la coalizione parlamentare di Janukovyč non volesse l'ingresso dell'Ucraina nella NATO, il governo acconsentì all'invio di truppe ucraine nella guerra in Iraq a sostegno della guerra al terrorismo intrapresa dagli Stati Uniti.

### Campagna presidenziale del 2004

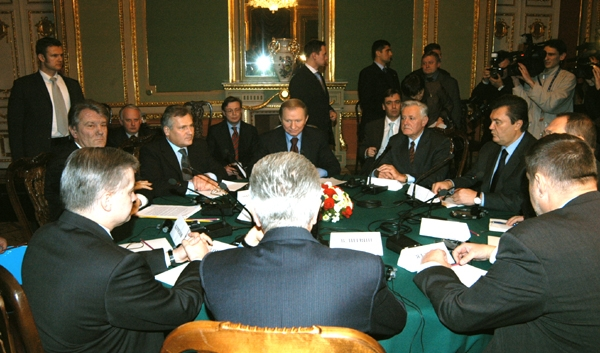
Trattative durante la rivoluzione arancione il 1º dicembre a Kiev.

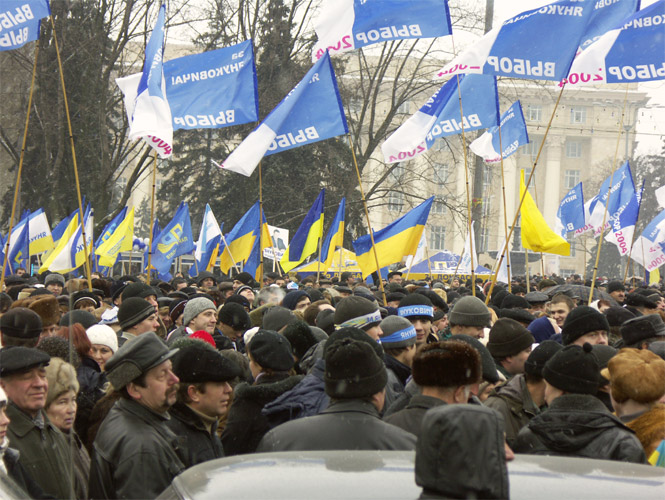
Sostenitori di Janukovyč a Donec'k durante la rivoluzione.

Nel 2004, da primo ministro, Janukovyč partecipò alle controverse elezioni presidenziali, come candidato del Partito delle Regioni. La sua principale fonte di sostegno proveniva dalle parti meridionali e orientali dell'Ucraina, che tradizionalmente sono a favore di stretti legami con la vicina Russia. Al primo turno di votazioni, il 31 ottobre, Janukovyč ottenne il secondo posto con il 39,3% dei voti, rispetto al candidato di Ucraina Nostra Viktor Juščenko, che ebbe il 39,8% del sostegno popolare. Dato che nessun candidato raggiunse la soglia del 50% dei voti, fu necessario il secondo turno.
Al secondo turno (21 novembre 2004), Janukovyč fu inizialmente dichiarato vincitore. Tuttavia, la legittimità delle elezioni fu posta in discussione da molti ucraini, da organizzazioni internazionali e dai governi stranieri che avanzarono ipotesi di frode elettorale. Il secondo turno fu quindi annullato dalla Corte suprema dell'Ucraina e nella sua ripetizione (26 dicembre 2004), Janukovyč perse contro Juščenko con il 44,2% contro il 52%.
Dopo le elezioni, il parlamento ucraino approvò una mozione di sfiducia al governo, obbligando quindi il presidente uscente Leonid Kučma a sciogliere il governo di Janukovyč e a nominarne un altro. Cinque giorni dopo la sconfitta elettorale, Janukovyč si dimise dalla carica di primo ministro.
In occasione delle elezioni, Janukovyč aveva consegnato alla Commissione Elettorale Ucraina una scheda biografica in cui il proprio grado accademico era riportato con un refuso (Proffessore): a seguito di ciò, iniziò ad essere chiamato con questo nomignolo dai principali media a lui opposti.

### Carriera politica dopo il 2004 e Presidenza della Repubblica
Dopo la sua sconfitta elettorale, Janukovyč continuò a guidare il principale partito di opposizione il Partito delle Regioni mentre il suo rivale Juščenko venne nominato presidente il 23 gennaio 2005: il giorno successivo Julija Tymošenko divenne primo ministro, ma le spaccature all'interno della maggioranza portarono a diverse sostituzioni tra i ministri: la stessa Tymošenko venne sostituita come primo ministro da Jurij Jechanurov nel novembre 2005.
Janukovyč ebbe così una buona occasione per tornare al potere con le elezioni parlamentari del 2006 (26 marzo) sia per le divisioni dei suoi avversari, sia perché con il nuovo assetto costituzionale entrato in vigore il 1º gennaio 2006, il primo ministro e il suo governo sarebbero stati nominati dal Parlamento.
Nel frattempo, nel gennaio 2006, il Ministro degli Interni diede inizio ad un'investigazione ufficiale riguardo alla presunta assoluzione per i reati commessi da Janukovyč in gioventù. Jurij Lucenko, capo del ministero, annunciò che i testi forensi provavano la mancanza di assoluzione, e sostenne inizialmente che questo fatto impediva formalmente a Janukovyč di candidarsi per le elezioni parlamentari. Tuttavia, quest'ultima affermazione fu poi corretta qualche giorno dopo da Lucenko stesso, che affermò che il risultato dell'investigazione non impediva l'eleggibilità di Janukovyč, dato che la privazione dei diritti civili a causa delle passate condanne era già comunque scaduta a causa della prescrizione.
L'esito delle elezioni parlamentari vide il Partito delle Regioni assicurarsi la maggioranza relativa, ma con un numero di parlamentari (186 su 450) insufficiente a formare il governo da solo. Janukovyč condusse le trattative per la formazione del governo dopo l'elezione, con i partiti capeggiati da Viktor Juščenko (terzo con 81 parlamentari) o dall'ex primo ministro Julija Tymošenko (seconda con 129). Nonostante l'astio tra Janukovyč e il presidente, i due furono obbligati a giungere a un compromesso. In cambio dell'assicurazione da parte di Janukovyč che non avrebbe interferito con le ambizioni filo-occidentali del presidente, Juščenko diede a Janukovyč la possibilità di costituire un governo in cooperazione con il suo partito, Ucraina Nostra, il 3 agosto 2006. I cosiddetti ministeri "umanitari", come anche l'esercito e la polizia, rimasero capeggiati dagli alleati di Juščenko, mentre i ministeri riguardanti l'economia e le finanze, oltre a tutte le cariche di vice-primo ministro, andarono sotto il controllo di Janukovyč.
L'ex alleata di Juščenko ed ex primo ministro Julija Tymošenko annunciò la propria intenzione di portare il suo partito all'opposizione subito dopo tale accordo.
Il 25 maggio 2007 fu assegnata a Viktor Janukovyč la carica di presidente del Consiglio dei Capi di Governo della Comunità degli Stati Indipendenti.
Alle elezioni parlamentari del 2007, svoltesi il 30 settembre, il Partito delle Regioni ottenne 175 su 450 seggi (il 34,37% dei voti) alla Verchovna Rada. Nonostante l'incremento nella percentuale dei voti rispetto alle elezioni del 2006 (quando aveva ottenuto il 32,14%), il partito perse 130.000 voti e 11 seggi parlamentari. Dopo che Ucraina Nostra e il Blocco Julija Tymošenko ebbero formato una coalizione di governo il 18 dicembre 2007, il Partito delle Regioni passò all'opposizione.
Nel 2009, Janukovyč annunciò la sua intenzione di concorrere alle elezioni presidenziali del 2010.. Si affidò a specialisti stranieri, che lo aiutarono a cambiare completamente la sua immagine pubblica.. Vinse il primo turno, svoltosi il 17 gennaio 2010, con una decina di punti di vantaggio sulla Tymošenko. Il ballottaggio, tenutosi il 7 febbraio, confermò la sua vittoria col 51,84% dei voti, tre punti e mezzo percentuali in più della sua rivale.

### Euromaidan
A novembre 2013 si verificarono una serie di proteste popolari contro il presidente Janukovyč sfociate nella occupazione di piazza Indipendenza a Kiev (già teatro della rivoluzione arancione del 2004) da parte di giovani pro-Europa dopo che il presidente, data la critica situazione delle finanze pubbliche, aveva rifiutato di firmare un accordo di associazione dell'Ucraina all'Unione europea, in favore di un prestito russo (acquisto di titoli di stato per circa 15 miliardi di dollari) concesso dal presidente Putin, che legava ancora di più il Paese alla Russia. Ulteriore motivo di protesta per la popolazione fu il rapido accrescimento di ricchezze che vide i figli ed i parenti prossimi di Janukovyč diventare miliardari, mentre l'economia del Paese s'indeboliva. Inoltre, alcuni comparti industriali ucraini erano stati delocalizzati in Russia e vasti territori agricoli venduti alla Cina, Paese che inviava in Ucraina la propria manodopera, a discapito di quella locale, creando ampie sacche di disoccupazione e malcontento in aree rurali dell'Ucraina. Janukovyč avviò inoltre una riforma costituzionale per accrescere i poteri del presidente e consolidò la pratica di attribuire gli appalti statali solo ad aziende di membri della sua famiglia e degli oligarchi che lo sostenevano. Le altre imprese ucraine venivano sottoposte a procedimenti amministrativi e giudiziari fino a che l'oligarca proprietario non passava nella fazione parlamentare che sosteneva Janukovyč. Infine la corruzione riprese a dilagare nel Paese con un ruolo chiave giocato dalla polizia, che comminava multe ingiustificate di cui poi intascava i pagamenti, divenuta sempre più violenta nei confronti di qualsiasi forma di dissenso. A gennaio 2014 gli scontri diventarono sempre più duri e violenti tra manifestanti e forze speciali. Si verificarono violenti attacchi della polizia alle barricate erette dai manifestanti in Piazza Indipendenza e l'occupazione del Municipio di Kiev e del Ministero dell'agricoltura, mentre il Parlamento votava dure leggi antiprotesta. Intanto le proteste dilagavano violente in tutto il Paese come a Leopoli, città di confine con la Polonia, dove il governatore dell'oblast' di Leopoli Olev Salo si dimise pubblicamente in piazza, minacciato dai manifestanti scesi in piazza che lo circondavano. Intanto Janukovyč rimosse il segretario aggiunto del Consiglio di sicurezza nazionale e di difesa dell'Ucraina, Vladimir Sivkovič, e il sindaco di Kiev, Alexandre Popov, ritenuti responsabili delle violenze. Il presidente offrì la guida del Governo all'opposizione, dicendosi disponibile a nominare i capi della rivolta l'ex ministro degli Esteri del governo Tymošenko Arsenij Jacenjuk e l'ex pugile Vitalij Klyčko come premier e vicepremier, ma l'accordo fu bocciato in quanto i manifestanti chiedevano, oltre a elezioni anticipate, le dimissioni immediate di Janukovyč. Il 25 gennaio violente proteste scoppiarono nuovamente con l'occupazione del Ministero dell'energia e di Casa Ucraina, che venne messa a ferro e fuoco. Il presidente chiese al Parlamento di votare un'amnistia per tutti i manifestanti e l'abrogazione delle leggi antiprotesta, in cambio della fine alle violenze di piazza. Dopo il voto il primo ministro Mykola Azarov, fedelissimo di Janukovyč, si dimise per facilitare la transizione.
A febbraio le rivolte diventarono sempre più sanguinose senza riuscire a trovare una mediazione tra il presidente ed opposizioni. Forti cominciarono a essere le minacce da parte di ONU, Unione europea e Stati Uniti d'America di dure sanzioni contro il presidente, ritenuto responsabile delle violenze di piazza e della feroce repressione che continuava a godere ormai soltanto dell'appoggio dell'alleata Russia, che parlava di indebite pressioni straniere e tentativi di golpe. Il 18 febbraio le violenze dilagarono sanguinose con 28 morti, tra cui 7 poliziotti, e 335 feriti.
Il 20 febbraio fu il giorno più sanguinoso della protesta: venne posto in essere un vero e proprio assalto ai palazzi del potere e i manifestanti marciarono verso il Palazzo del Governo e del Parlamento. Si verificarono scontri armati tra dimostranti e polizia; alcuni manifestanti sarebbero stati bersagliati dal fuoco di cecchini rimasti ignoti. A terra rimasero decine di persone uccise e centinaia di feriti. Simbolo del massacro resta il gesto di una giovane infermiera ucraina Olesja Žukovskaja che ferita gravemente da un proiettile, twittò nello stesso momento «Я вмираю» ["Muoio"]. Dopo questo bagno di sangue, Janukovyč e i capi dell'opposizione arrivarono a un accordo che prevedeva elezioni anticipate e Governo di Unità Nazionale, nonché ritorno alla Costituzione del 2004, con sensibile limitazione dei poteri presidenziali. La condanna delle violenze da parte del Parlamento fu unanime.
Il 22 febbraio si ebbe l'epilogo della protesta Euromaidan: i manifestanti chiesero le dimissioni di Janukovyč che, ormai circondato, fuggì dalla capitale Kiev facendo perdere le sue tracce, forse per rifugiarsi al confine ucraino orientale in una città russofona o forse all'estero proprio nella stessa Russia, mentre il Palazzo presidenziale fu assaltato dai manifestanti. Con lui scapparono anche il presidente del Parlamento ucraino Vladimir Rybak e il Ministro dell'Interno Vitalij Zacharčenko, che lasciarono i loro incarichi. In sostituzione, il Parlamento nominò Oleksandr Turčynov, ex capo dei servizi segreti e braccio destro dell'ex premier Tymošenko, come presidente del Parlamento e premier "ad interim". Intanto, dopo le voci di possibili dimissioni di Janukovyč, egli apparve in TV dichiarando che nel Paese era in atto un colpo di Stato con metodi nazisti, affermando di restare al suo posto. Diversi reparti della polizia si schierarono con i manifestanti. 
Intanto il Parlamento votò la richiesta di impeachment, presentata dalle opposizioni, contro il presidente Janukovyč; essa venne approvata con 328 sì, 0 no e 6 astenuti su 334 presenti sul plenum di 445 (il Partito delle Regioni del presidente Janukovyč, ormai esautorato, non partecipò al voto con i suoi 135 deputati, rimanendo partito di maggioranza, poiché 70 esponenti su 204 erano passati all'opposizione ed altri fuggiti dal Paese) e dichiarò l'immediata decadenza di Janukovyč dalla carica presidenziale, che a sua volta denunciò la propria destituzione come un colpo di Stato.
Il 24 febbraio, il ministro dell'Interno Arsen Avakov annunciò che Janukovyč era ricercato, assieme ad altre persone ritenute responsabili della strage, e che era stato emesso un mandato di arresto nei suoi confronti con l'accusa di uccisione di massa. Nelle zone a maggioranza filorussa la situazione si complicò, poiché in Crimea il parlamento regionale venne preso d'assalto con le armi e occupato, mentre dei miliziani tatari prendevano il controllo di due aeroporti: quello di Belbek e quello della capitale Simferopoli, a 20 chilometri da Sebastopoli. La Russia iniziò a effettuare delle importanti esercitazioni militari terrestri sul confine e mosse la flotta nel Mar Nero.

### In Russia
Il 27 febbraio Janukovyč ricomparve a Rostov sul Don dove, in una conferenza stampa, dichiarò di essere stato illegittimamente deposto da forze neofasciste e di non volere la separazione della Crimea. Il nuovo governo nel frattempo chiese ufficialmente alla Russia la sua estradizione. In seguito ad Euromaidan Janukovyč si stabilì in Russia. Il 22 marzo 2015 perse uno dei figli, Viktor Janukovič Jr., morto annegato nel lago Bajkal, in Russia.

### Condanna per alto tradimento
Il 24 gennaio 2019 è stato condannato dal tribunale di Kiev a 13 anni di carcere per alto tradimento. Il processo è iniziato nel 2017 e si è svolto in 89 udienze, con la contumacia dell'ex presidente filorusso, dato che, prima di perdere il potere, nel 2014 era scappato in Russia. Il Tribunale ha riconosciuto la sua "complicità nello scatenare una guerra di aggressione contro l'Ucraina" da parte della Russia. La sentenza ha inoltre stabilito che "con i suoi atti illegittimi e premeditati ha commesso un crimine che mina le fondamenta della sicurezza nazionale ucraina". Nelle motivazioni i giudici hanno ritenuto che il 1º marzo 2014 Janukovyč si sia reso responsabile d'aver sollecitato per iscritto, tramite una lettera indirizzata al presidente russo Vladimir Putin, l'intervento armato dell'esercito russo e delle forze di polizia sul suolo ucraino per ristabilire l'ordine ed impedire le manifestazioni della popolazione.